# Martha Davis
Martha Davis (Berkeley, 19 gennaio 1951) è una musicista e cantautrice statunitense nota per essere la cantante dei Motels, aver inciso da solista 4 album ed aver composto brani per colonne sonore di film.
Ha collaborato anche con il Teatro ZinZanni di Seattle.

## Biografia
Forma nel 1971 i The Warfield Foxes, che 4 anni dopo diventeranno The Motels.
Nell'ottobre 1987, su etichetta Capitol esce Policy, primo album solista della Davis, che pur ricevendo attenzioni da parte della critica, viene giudicato troppo "leggero" e di scarsa atmosfera. La Davis decide di scindere il contratto con la Capitol e comincia a sperimentare nuove forme musicali esibendosi in varie località della California con concerti a sorpresa in cui esegue nuove sue composizioni.
Dopo un periodo di crisi in cui sembra volersi allontanare definitivamente dalle scene, nel 1997 Martha Davis forma un nuovo gruppo come The Motels featuring Martha Davis e
inizia una serie di fortunati tour in giro per gli Stati Uniti e Australia, in cui si esibisce con materiale completamente inedito senza dare spazio a revival nostalgici e a riedizioni di brani già nel repertorio dei vecchi Motels.
Nel 2005 realizza So the Story Goes, un CD sotto etichetta indipendente che ottiene un lusinghiero successo di vendite, seguito da Standing Room Only, album dal vivo che viene prodotto questa volta dalla Sony Records. Escono poi Beautiful Life nel 2008 e due anni dopo Red Frog Presents: 16 Songs for Parents and Children.

## Discografia

### Album in studio
- 1987 - Policy
- 2005 - ...So the Story Goes
- 2008 - Beautiful Life
- 2010 - Red Frog Presents: 16 Songs for Parents and Children